# Limenitis suapura
Limenitis suapura är en fjärilsart som beskrevs av Hans Fruhstorfer 1915. Limenitis suapura ingår i släktet Limenitis och familjen praktfjärilar. Inga underarter finns listade i Catalogue of Life.